# Childersburg
Childersburg és una ciutat del Comtat de Talladega a l'estat d'Alabama (Estats Units d'Amèrica).

## Demografia
Segons el cens del 2000, Childersburg tenia 4.927 habitants, 1.999 habitatges, i 1.419 famílies. La densitat de població era de 246,1 habitants/km².
Dels 1.999 habitatges en un 32,7% hi vivien nens de menys de 18 anys, en un 49,2% hi vivien parelles casades, en un 17,8% dones solteres, i en un 29% no eren unitats familiars. En el 27,4% dels habitatges hi vivien persones soles el 13,7% de les quals corresponia a persones de 65 anys o més que vivien soles. El nombre mitjà de persones vivint en cada habitatge era de 2,46 i el nombre mitjà de persones que vivien en cada família era de 2,98.
Per edats la població es repartia de la següent manera: un 27% tenia menys de 18 anys, un 9,3% entre 18 i 24, un 26,4% entre 25 i 44, un 22,1% de 45 a 60 i un 15,3% 65 anys o més.
L'edat mediana era de 36 anys. Per cada 100 dones hi havia 84,1 homes. Per cada 100 dones de 18 o més anys hi havia 78,6 homes.
La renda mediana per habitatge era de 23.932 $ i la renda mediana per família de 30.524 $. Els homes tenien una renda mediana de 31.892 $ mentre que les dones 20.569 $. La renda per capita de la població era de 15.412 $. Aproximadament el 20,7% de les famílies i el 23,8% de la població estaven per davall del llindar de pobresa.

## Poblacions properes
El següent diagrama mostra les poblacions més properes.